# Самба (фильм, 2014)
Самба (фр. Samba) — драматическая кинокомедия 2014 года режиссёров Оливье Накаша и Эрика Толедано по роману Дельфины Кулен «Самба для Франции». Фильм фактически повторяет тему их предыдущей работы — комедии «1+1». Главную роль в фильме играет Омар Си, который является одной из крупнейших звёзд во французском кино. Премьера фильма состоялась в 2014 году на Международном кинофестивале в Торонто 7 сентября 2014 года.

## Сюжет
В фильме рассказывается о тяжёлой жизни во Франции выходца из Сенегала, добродушного здоровяка по имени Самба (Омар Си), который старается работать, находясь на нелегальном положении уже свыше десяти лет. Служащий иммиграционной службы Алиса (Шарлотта Генсбур), которая помогает ему избежать выселения из Франции, тоже не может устроить свою личную жизнь. Она сближается с Самбой, хоть ей нельзя вступать в слишком близкий контакт со своими подопечными.

## В ролях
| Актёр            | Роль                      |
| ---------------- | ------------------------- |
| Омар Си          | Самба Сиссе               |
| Шарлотта Генсбур | Алиса                     |
| Тахар Рахим      | Вильсон                   |
| Изиа Ижлен       | Маню                      |
| Лия Кабеде       | Магали по прозвищу Грация |